# アレックス・ディア
アレックス・ディア（Alex Dea）は、アメリカの作曲家である。

## 略歴
アレックス・ディアは西洋クラシック音楽のトレーニングを受け、博士号を取得した。ウェズリアン大学の音楽民族学で、ジャワのガムラン音楽を専門としている。彼はラ・モンテ・ヤングの実験音楽グループ、シアター・オブ・エターナル・ミュージックのパフォーマーであった。その他の師匠筋には、著名な前衛作曲家のテリー・ライリーとロバート・アシュリーが含まれいた。彼はまた、アフリカと日本の音楽を学び、ヒンドゥスターニー音楽のマスター、パンディット・プラン・ナートからラーガを学んだ。ディアは最近、ガムランの形について研究している。彼のガムラン作曲の1つである『イン・ペロッグ』は、ウェズリアン大学でインドネシア語を教えているスマルサン博士とのコラボレーションの結果である。